# HMS Gloucester (D96)
El HMS Gloucester (D96) fue un destructor Tipo 42 Batch 3 de la Royal Navy comisionado en 1985 y dado de baja en 2011.

## Historia
Construido por Vosper Thornycroft, fue puesta en gradas en 1979, botada en 1982 y asignada en 1985.
En 1990 integró la Armilla patrol en Oriente Medio. En 1991 durante la Guerra del Golfo, por medio de misiles Sea Dart, el Gloucester interceptó un misil iraquí que se dirigía al acorazado USS Missouri.
En 2004, 2009 y 2010 cumplió patrullas en el Atlántico Sur y las Islas Malvinas, relevando a otras naves en tarea.
Fue dado de baja en 2011.